# Jocul de-a vacanța
Jocul de-a vacanța este o piesă de teatru de Mihail Sebastian scrisă în 1936. Este o comedie romantică. A avut premiera la 17 septembrie 1938, în deschiderea stagiunii de iarnă a Teatrului „Comedia”, într-un spectacol regizat de Sică Alexandrescu și avându-i în distribuție pe Leni Caler, George Vraca, Velimir Maximilian, Agnia Bogoslava și Sandina Stan. Este prima piesă de teatru a lui Sebastian scrisă pe baza unor amintiri personale ale autorului și repetă anumite teme din Femei.

## Rezumat
Acțiunea piesei se petrece în pensiunea Weber, cele șase personaje: Madame Vintilă, Bogoiu, Maiorul, Corina, Jeff și Ștefan Valeriu, decid să se deconecteze de viața din afară, de societate și de toate grijile care implică existența și traiul într-o lume dominată de griji cotidiene.
În prima scena, Bogoiu, Maiorul, Madame Vintilă și Corina constată că radioul, telefonul, ziarul și corespondența au fost suspendate din motive necunoscute. În cele din urmă, Bogoiu este cel care iși dă seama că aceste mijloace de comunicare au fost întrerupte de către Ștefan Valeriu, care iși dorește o deconectare totală de toate veștile din afară, care ar putea perturba liniștea din pensiune. Ștefan Valeriu urmărește existența unei vacanțe în cadrul pensiunii, în care toată lumea să poată uita măcar pentru o lună de zgomotul și problemele de la oraș. Astfel, pensiunea Weber situată în munți și izolată în pădure, devine locul propice pentru inventarea unui joc, “ jocul de-a vacanța “. La început nimeni nu pare să fie de accord cu idea lui Ștefan, aceasta părând absurdă, deoarece cu toții cred că nu se poate trăi fără a ști ce se petrece în lume, fără a ști data și ora fiecărei zile, fără a putea comunica cu cei dinafară. Corina, după mai multe discuții avute cu Ștefan, acceptă în cele din urmă jocul și se supune regulilor sale. Modul în care Ștefan vorbește despre fericire este poate felul în care reușește să-i convingă pe toți. 
Spre deosebire de Corina care a acceptat jocul mai repede, Bogoiu nu s-a lăsat convins prea ușor, acesta fiind o persoană prea legată de oraș, de cravatele pe care le-a purtat întotdeauna, și de tabla sa pe care obișnuia să noteze întotdeauna ziua și presiunea atmosferică, obisnuință care devenise o adevărată manie. 
În final, Corina îl convinge spunându-i că se poate considera căpitanul unui vapor, aceasta fiind dorința sa de-o viață, dorință împlinita doar cu ocazia acestui joc. Bogoiu se lasă prins în joc, ba mai mult, este foarte încântat de idea inedită propusă de Corina.Toți cei șase iși petrec zilele fără a avea niciun contact cu lumea exterioară, începând să fie din ce în ce mai convinși că se află la bordul unui vapor, până în ziua în care niște intruși iși fac apariția la pensiune. 
Cei doi susțin că au venit la aceasta pensiune pentru a-și petrece concediul și pentru a se relaxa și cer sa vorbească cu doamna Weber. Toți cei șase se strâng în salon speriați că locul lor idilic ar putea fi ocupat de acest cuplu, acest fapt punându-le în pericol jocul. După mai multe discuții prin care aceștia încercau să-i convingă pe intruși să plece, invocând diverse motive, precum faptul că nu se pot prezenta pe o navă cu bilete de tren, reușesc în cele din urmă sa-i alunge prin comportamenrul lor bizar. Jocul continuă pentru cei șase, însă în momentul în care Corina iși dă seama ca s-a îndrăgostit de Ștefan, ea decide să părăsească pensiunea, decizie care va duce la încheierea jocului. Bogoiu, Jeff si Ștefan sunt îndrăgostiți de Corina, iar vestea plecării sale îi va devasta, însă aceasta preferă să se întoarcă înapoi în lumea exterioară și să rămană pentru Ștefan un mister, o călătoare necunoscută pe coverta unui vapor: ,,Lasă-mă să fiu necunoscuta care se rupe de lângă tine, pentru a se întoarce într-o viață de mister. Lasă-mă să fiu marea dansatoare care douăzeci de zile, pe coverta unui vapor, s-a amuzat să treacă drept o mică fată sentimentală. Și tu rămâi... prințul meu de Galle’’
- Corina
- Ștefan Valeriu
- Jeff
- Madame Vintilă
- Maiorul
- Agneș
- Domnul Bogoiu
- Un mecanic
- Un călător
- Nevasta lui

## Reprezentații
17 septembrie 1938
Regia și ilustrația muzicală Erwin Șimșensohn; scenografia Alina Herescu
- Emilian Oprea ca Ștefan Valeriu[1]
- Corina Moise - Corina
- Valentin Terente ca Bogoiu
- Ramona Gîngă/Narcisa Novac ca Madame Vintilă
- Marcel Turcoianu ca Maiorul
- Ciprian Nicula ca Jeff
- Zane Jarcu ca Un călător
- Cătălina Nedelea ca O călătoare
- Elena Andron ca Agnes
- Adrian Ștefan ca Mecanicul

## Teatru radiofonic
- 1957 - adaptare si regia artistică, Mihai Zirra, cu Radu Beligan, Mircea Constantinescu, Ion Ulmeni, Puiu Cristescu, Raluca Zamfirescu, Dina Cocea, Colea Răutu, Nae Roman, Silvia Dumitrescu Timică, Mitzura Arghezi

## Ecranizări
- 1978 - Al patrulea stol, film de Timotei Ursu, cu Violeta Andrei (Corina), Nicolae Iliescu (Ștefan) și Ileana Stana Ionescu (Cleopatra)
- 1981 - Jocul de-a vacanța, teatru TV, regia Geo Saizescu, cu Florin Piersic (Ștefan Valeriu), Violeta Andrei (Corina), Matei Alexandru (Bogoiu), Tamara Buciuceanu-Botez (Madame Vintilă), Victor Moldovan (Maiorul), Sebastian Papaiani (Mecanicul), Coca Andronescu (O călătoare), Marian Hudac (Un călător), Mariana Cercel (Agnes), Vasile Filipescu (Jeff)[3]
- 1995 - Jocul de-a vacanța, regia Olimpia Arghir, cu Valentin Uritescu, George Alexandru, Elvira Deatcu[4]